# Papier de dichlorure de cobalt
Le papier de dichlorure de cobalt est un papier imprégné de CoCl2 (bleu), utilisé pour mettre en évidence la présence d'eau. Lorsqu'il est mis en contact avec de l'eau, le chlorure de cobalt forme un complexe de CoCl2•6H2O (dichlorure de cobalt hexahydraté), de couleur rose. La réaction est réversible : lorsque le papier sèche, il retrouve sa couleur bleue.
On peut s'en servir comme test caractéristique de l'eau dans une solution incolore ou peu colorée (de manière que la couleur de la solution n'interfère pas avec ce test colorimétrique). Il est aussi utilisé pour illustrer la présence de points chauds, par exemple dans un four à micro-ondes : le papier est légèrement humidifié de manière à passer au rose, puis chauffé dans le four quelques secondes. Les endroits les plus chauds sont ceux qui sèchent le papier le plus vite, ce qui se traduit par des motifs bleus correspondants aux zones de plus haute intensité du four sur le papier cobalt.